# Harald Hofmann (Diplomat)
Harald Hofmann (* 27. Dezember 1932 in Nürnberg; † 4. April 2023 in Bonn) war ein deutscher Jurist und Diplomat, der unter anderem Bundesgeschäftsführer der FDP und Botschafter in Dänemark, Venezuela, Norwegen und Schweden war.

## Leben

### Verwaltungsjurist und Bundesgeschäftsführer der FDP
Nach dem Abitur an der Gisela-Oberrealschule in München-Schwabing studierte Hofmann, dessen Vater Regierungsvizepräsident in Ansbach (Mittelfranken) war, Rechts- und Staatswissenschaften an der Ludwig-Maximilians-Universität München sowie der Friedrich-Alexander-Universität Erlangen-Nürnberg. Er war danach von 1958 bis 1961 als Regierungsassessor und zuletzt als Regierungsrat in Augsburg und Schwabmünchen in der bayerischen Innenverwaltung tätig. 1954 wurde er mit Wolfgang Winkler im Corps Bavaria Erlangen recipiert. 1961 wurde Hofmann Persönlicher Referent von Walter Scheel, der kurz zuvor zum ersten Bundesminister für wirtschaftliche Zusammenarbeit ernannt worden war. Nach vierjähriger Tätigkeit wurde er 1965 in diesem Bundesministerium Referatsleiter für Südostasien und Ostasien, ehe er vom 1. Januar 1969 an Leiter des dortigen Referats für internationale Fragen der Entwicklungspolitik war. Nachdem Walter Scheel Bundesaußenminister der sozialliberalen Koalition geworden war, ernannte er Hofmann im Oktober 1969 zum Leiter des Ministerbüros des Auswärtigen Amtes. Im September 1972 folgte die Beförderung zum Ministerialdirigenten und Ernennung zum Leiter des Leitungsstabes des Auswärtigen Amtes. Im Anschluss daran wurde Hofmann im Juli 1973 vom Bundesvorstand der FDP zum Bundesgeschäftsführer der FDP berufen und übernahm dieses Amt am 1. September 1973 als Nachfolger von Joachim Stancke. Während dieser Zeit war er zugleich auch Geschäftsführer Inland der Friedrich-Naumann-Stiftung. Von 1969 bis 1974 war er Mitglied des Beirats der Friedrich-Naumann-Stiftung. Hofmann war Mitglied der Jury des Verbandes Liberaler Akademiker zur Vergabe des Arno-Esch-Preises.

### Botschafter
1977 kehrte er ins Auswärtige Amt zurück und wurde als Nachfolger von Werner Ahrens zum Botschafter in Dänemark ernannt und behielt dieses Amt bis zu seiner Ablösung durch Rudolf Jestaedt 1981. Während dieser Zeit war er unter anderem 1980 auch Stellvertreter des Parlamentarischen Staatssekretärs im Bundesministerium für Jugend, Familie und Gesundheit, Fred Zander, als Leiter der Delegation beim Frauenkongress der Vereinten Nationen in Kopenhagen.
Danach wurde Hofmann 1981 Nachfolger von Helmut Redies als Botschafter in Venezuela und bekleidete diese Funktion bis zu seiner Ablösung durch Hans Werner Loeck 1985. Danach erhielt er seine Akkreditierung als Botschafter in Norwegen, wo er Nachfolger des im Amt verstorbenen Johannes Balser wurde.
Nach siebenjähriger Verwendung in Norwegen folgte ihm 1992 Helmut Wegner, während er wiederum Nachfolger von Reinhold Schenk als Botschafter in Schweden wurde. Das Amt des Botschafters in Schweden übte Hofmann bis zu seiner Versetzung in den Ruhestand 1997 aus.

## Veröffentlichungen
- Mit Wolfram Dorn: Geschichte des deutschen Liberalismus, 2. Auflage, Bonn 1976.